# Les Gentilshommes du duc d'Orléans dans l'habit de Saint-Cloud
Les Gentilshommes du duc d’Orléans dans l’habit de Saint-Cloud (ou Les Gentilshommes du duc d’Orléans) est l'une des œuvres les plus célèbres de Philippoteaux.

## Modèle

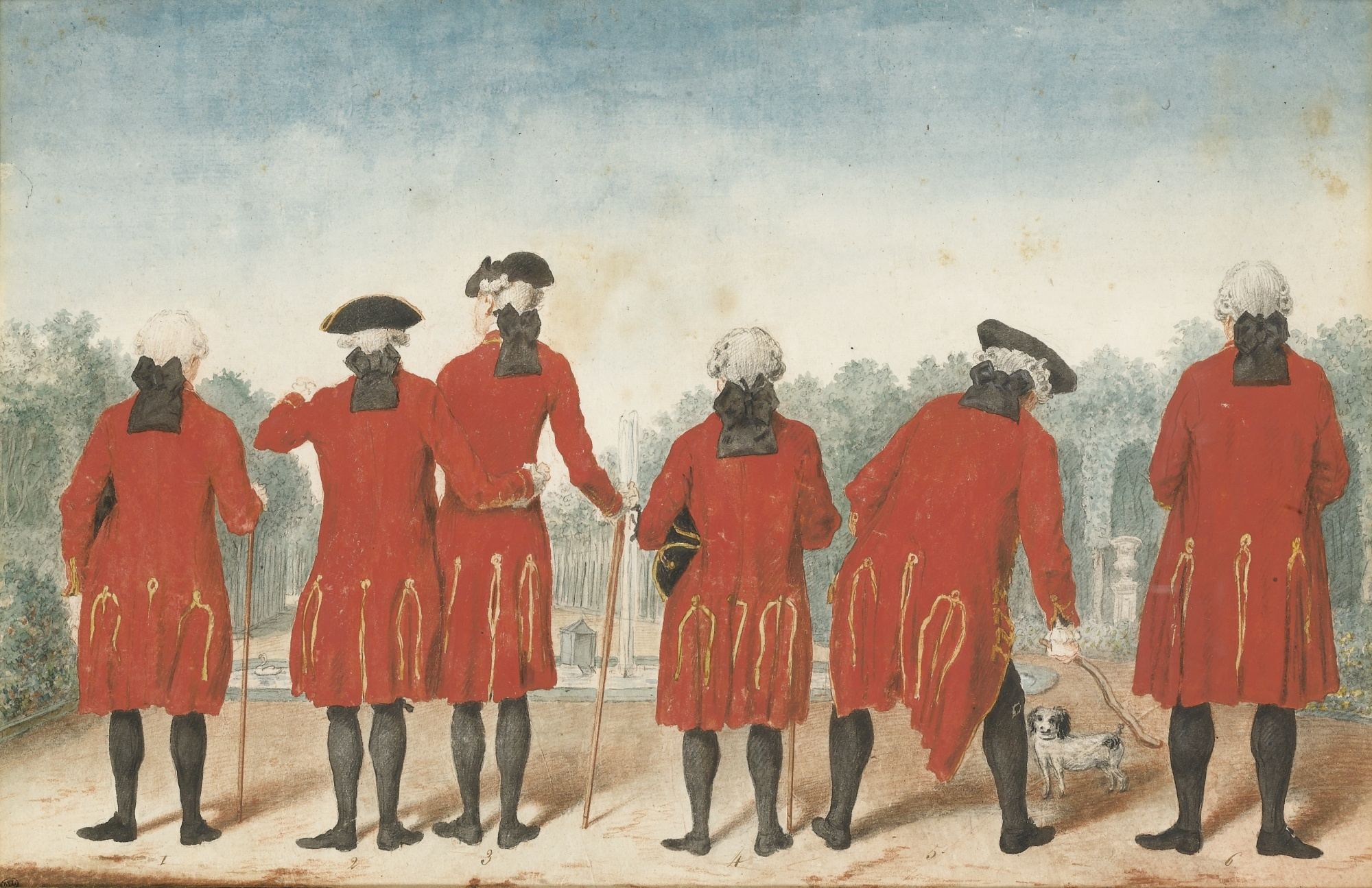
La gouache originale de Carmontelle en 1770, à l'origine du tableau de Philippoteaux.

Philippoteaux a copié une gouache de Louis Carrogis, dit Carmontelle, datant de 1770 et figurant six gentilshommes en redingote rouge et bas noir dans l’habit de campagne de la maison d'Orléans. Il s’agit, de gauche à droite, du chevalier de Gasq, du marquis de Périgny, du chevalier de Saint-Mars, du chevalier d’Estrées, du baron de Tourempé et du chevalier Desparts.
La gouache porte au verso l'inscription suivante :
Noms des personnages qui / composent ce tableau dans l’ordre / où ils ont été placés par Carmontelle / qui les avoit rendus frappans quoique / vus par derrière / Monsieur le Chevalier de Gasq / Mr le Marquis de Perigny / Mr le Cher de St Mars / Mr le Cher d’Estrées / Mr le Barron de Tourrempré / Mr le Chev.er Desparts / Ils étoient tous Gentilshommes de / Monseigneur le Duc d’Orléans grand / père, excepté Mr le M.s de Perigny / ancien Président de la cour souveraine / à Rouen, et qui par son esprit et son / amabilité étoit de la société intime / du Prince / Ils sont représentés sous l’habit que / le Prince avoit adopté dans ses campagnes.

## Les personnages
Se référant à l'ouvrage de François-Anatole Gruyer, Chantilly : les portraits de Carmontelle (Plon, Paris, 1902), qui cite les témoignages de Richard de Lédans et de Félicité de Genlis, le catalogue de Sotheby's donne plusieurs indications sur les six gentilshommes représentés par Carmontelle.
Le chevalier de Gasq, selon Richard de Lédans, avait un cousin, garde des Sceaux au parlement de Bordeaux, qui « avait été aportionné en plus de ce qui manquait d’esprit à son cousin. En revanche, il [le chevalier de Gasq] avait été traité en aîné du côté des mœurs, de la sévérité des principes, et de la délicatesse du sentiment ».
Charles Léon Taillevis de Périgny (1730-1791?) était magistrat à Rouen, puis, sous la Révolution, député de Saint-Domingue à l’Assemblée constituante. La date de sa mort n’est pas connue avec certitude.
Jacques-Auguste de Poilloüe de Saint-Mars (1739-1794), sous-aide major du régiment des gardes françaises, a également été représenté par Carmontelle dans un dessin conservé à Chantilly.
Louis Charles César Le Tellier (1695-1771), duc d'Estrées, maréchal de France, vainqueur de la bataille de Hastenbeck en 1757, est devenu ministre de Louis XV en 1758. Carmontelle a également peint le Portrait du maréchal d'Estrées. 
Pierre de Saint-Martin, baron de Tourempré (1720-1783), maréchal des logis, a été représenté par Carmontelle dans un dessin qui le montre en train d’effectuer des relevés dans les jardins du château du Raincy.
Le dernier personnage pourrait être Pierre-Alexis Asselin, sieur Desparts, né en 1717 et conseiller du roi à la Cour des comptes,.

## Le tableau de Philippoteaux
Le tableau de Philippoteaux provient de la vente du duc de Vendôme (Emmanuel d'Orléans), en 1931. Aujourd’hui le tableau fait partie de la collection du Musée Nissim-de-Camondo (Inv. CAM 568).
Les Gentilshommes du duc d’Orléans est un tableau populaire. Son sujet est souvent repris pour produire des tapisseries, des coussins, entre autres. En décembre 1987, une partie du tableau était reproduite comme couverture du magazine Vogue Décoration figurant le chevalier de Gax, le marquis de Périgny, le chevalier de Saint-Mars et le chevalier d’Estrées.

## La gouache de Carmontelle
La gouache de Carmontelle a probablement été acquise après le décès de l'artiste (en 1807) par Richard de Lédans, puis par Pierre de La Mésangère, après quoi elle a appartenu à la famille d'Orléans.
Le 29 septembre 2015, la gouache, jusqu'alors propriété d'Henri d'Orléans (1908-1999) et de son épouse Isabelle (1911-2003), a été vendue par Sotheby's à Paris pour la somme de 531 000 euros.